# Patrick Sharp
Patrick Sharp (27 de diciembre de 1981) es un centro profesional canadiense de hockey sobre hielo. Actualmente juega para las estrellas de Dallas de la Liga Nacional de Hockey (NHL). Sharp también ha jugado para los Philadelphia Flyers y los Chicago Blackhawks. Sharp jugó hockey universitario con los Catamounts de la Universidad de Vermont.
El 9 de junio de 2010, Sharp ganó la Copa Stanley con los Chicago Blackhawks aportando 11 goles y 11 asistencias en los playoffs. El 24 de junio de 2013, ganó su segunda Copa Stanley con los Blackhawks después de derrotar a los Boston Bruins 4 juegos a 2 en las finales de la Copa Stanley de 2013.
El 10 de julio de 2015, los Blackhawks se enfrentaron a problemas de tope salarial y cambiaron Sharp junto con Stephen Johns a los Dallas Stars a cambio de Trevor Daley y Ryan Garbutt.

## Premios
- 2013 NHL Stanley Cup Playoffs – Goal Scoring Leader (10)
- Copa Stanley (2013) - con los Chicago Blackhawks
- Premio MVP del Juego de las Estrellas de la NHL (2011)
- Copa Stanley (2010) - con los Chicago Blackhawks
- Premio al Jugador Más Valioso del Juego de las Estrellas de la NHL (2010)